# Manfredi Beccaria
Manfredi Beccaria (o Manfredo; Pavia, XIII secolo – 22 marzo 1322) è stato un politico italiano.
Fu uno dei principali esponenti della omonima ed eminente famiglia pavese. Egli è ricordato come colui che, alleatosi strettamente alla pars populi, costituì di fatto un regime signorile in città nell’ultimo decennio del XIII secolo.

## Biografia

### Contesto familiare e incarichi pubblici fino al 1289
Nipote di Murro e figlio di Giovannone, detto Zanone, entrambi capitani del Popolo della città di Pavia nella seconda metà del XIII secolo e guide dello schieramento popolare contro i milites, sostituì il padre alla morte di questi (avvenuta fra il 1279 e il 1282), detenendo la carica di potestas Populi et Mercadantie Papie quasi ininterrottamente fra il 1282 e il 1289. In precedenza aveva assunto la carica podestarile in altre città: Casale Monferrato (1272), Vercelli (1275), Novara (1278). Sempre nel corso degli anni Ottanta, come podestà dei Paratici (carica esercitata congiuntamente ad Umberto Beccaria) sovrintese all’approvvigionamento annonario della città, designando i soprastanti addetti alla ricezione delle consignationes blavarum(vettovaglie di cereali per la panificazione). Si impegnò in iniziative di matrice popolare come la ripartizione dei carichi annonari del contado destinato alla città e la concessione del porto d’armi ai tabernarii (osti, albergatori).

### Conflitto con lapars militume con Guglielmo di Monferrato
Grazie alle cariche ricoperte nel corso degli anni Ottanta Manfredi assunse il controllo dell’annona cittadina, della sicurezza pubblica e delle corporazioni pavesi, diventando il cittadino più eminente. La sua politica si legò strettamente alle istanze della societas populi, interessata a difendere gli interessi economici dei gruppi mercantili e la produzione manifatturiera attraverso il sistema corporativo.
La concentrazione di potere da parte del Beccaria e la sua stretta appartenenza alla fazione ghibellina gli provocarono la forte ostilità della pars militum guelfa in Pavia. Il biennio 1289-1290 vide così una intensa stagione conflittuale.  Nel maggio del 1289, dopo lo scoppio di disordini in città il Beccaria riuscì a far esiliare i capi dell’opposizione Filippone di Langosco e Guido Zazzi, ma questi ultimi strinsero accordi con il marchese di Monferrato Guglielmo VII per assediare Pavia. Lo scontro previsto in campo aperto fra il Beccaria e il marchese non avvenne e si raggiunse una mediazione sfavorevole per il Manfredi, che si vide costretto ad accettare l’ingresso di Guglielmo in città. Il 18 giugno dello stesso anno quest’ultimo fu eletto capitano generale e signore di Pavia con incarico decennale. Manfredi Beccaria fu costretto nell’agosto del 1289 ad abbandonare la città, rifugiandosi dapprima a Milano e poi nel castello di Monteacuto (Montù Beccaria) insieme ai suoi seguaci popolari. Qui, grazie all’alleanza con i Visconti, potette riprendere l’iniziativa contro il marchese di Monferrato e la pars militum.
La svolta nella vicenda del Beccaria ebbe luogo l’anno successivo, grazie a due eventi fondamentali: la cattura di Guglielmo VII da parte degli Alessandrini nel mese di settembre (e la sua morte successiva in prigionia nel 1292) e il tentativo di imporre l’elezione come capitano del Popolo, da parte dei milites, di un individuo largamente inviso ai pavesi, Olivo Giorgi. Quest’ultimo accadimento provocò una sollevazione per la quale i guelfi pavesi furono cacciati e Manfredi fu richiamato in patria.

### Ritorno a Pavia e nascita della Signoria
Il ritorno di Manfredi a Pavia nell’ottobre del 1290 lo vide reintegrato nelle funzioni di comando e gli fu conferita la carica, con durata decennale, di “podestà del Popolo, della Mercanzia e del collegio dei notai”. In questo modo venne ratificata l’egemonia della famiglia Beccaria e della pars populi nel governo del Comune. Nel maggio del 1292 gli oppositori del podestà si riappacificarono con Manfredi, grazie alla mediazione del comune di Bergamo e poterono rientrare in città. Da questo periodo e per tutti gli anni Novanta il potere del Manfredi si caratterizzò come signorile, pur nel rispetto formale degli statuti comunali pavesi. La sua principale qualità politica, ereditata poi dagli altri esponenti della famiglia Beccaria, fu la capacità di assicurarsi il controllo sui ceti urbani produttori di ricchezza, tramite il protratto esercizio della carica di podestà del Popolo e della Mercanzia. Governò con un consiglio ristretto di dodici componenti (attestato per la prima volta nel marzo del 1289), in buona parte di estrazione popolare. In questo torno di tempo crebbe anche il potere della città di Pavia, che il Manfredi condusse in una politica espansionistica di orientamento anti-visconteo, occupando e sottraendo al signore di Milano fra il marzo e il settembre del 1299 i comuni di Mortara, Vercelli, Novara e Casale, insieme agli alleati Giovanni I di Monferrato, Manfredo IV di Saluzzo, Azzo VIII d’Este duca di Ferrara ed ai comuni di Bergamo e Cremona (con tutti questi soggetti politici sottoscrisse formalmente una lega il 3 maggio 1299). In seguito ai diversi fatti bellici intercorsi nella seconda metà dell’anno il Beccaria conservò Mortara, grazie alla pace stipulata con Matteo il 31 luglio, mentre le città di Vercelli, Novara e Casale furono rioccupate dalle forze viscontee nel settembre successivo.

### Conflitti con i Langosco, ultimi anni e morte
Alla fine del 1299 la posizione del Beccaria ritornò precaria a causa della tradizionale rivalità con i Langosco, che, guidati da Filippone e usciti nel settembre da Pavia, si allearono momentaneamente con Matteo Visconti e ottennero, grazie alla sua mediazione, di rientrare in Pavia nel febbraio del 1300. In seguito ai mutamenti dei rapporti di forza Manfredi dovette prendere nuovamente la strada dell’esilio a Milano. Il comune pavese fu allora dominato, per circa quindici anni, dalla famiglia Langosco, che ispirò un regime aristocratico e filo-angioino. A partire da questa data e fino al novembre-dicembre del 1310 le notizie su Manfredi Beccaria sono scarse e poco attendibili. Sappiamo che in seguito cercò di ottenere una riappacificazione con i Langosco tramite la mediazione di Enrico VII, ma i risultati non furono soddisfacenti ed anzi nel 1311 o nel 1312 fu fatto prigioniero dagli stessi Langosco, con la connivenza del vicario di Enrico VII, Filippo di Savoia Acaia. Rimasto probabilmente prigioniero quattro anni, il Beccaria riuscì a rientrare in possesso dei suoi beni e riottenere la libertà solo con l’ingresso a Pavia dei Ghibellini milanesi di Matteo Visconti nel 1315 e da allora agì politicamente sotto la tutela viscontea. Morì il 22 marzo del 1322.